# 文王 (楚)
文王（ぶんおう）は、春秋時代の楚の王。姓は羋、氏は熊。諱は貲。

## 生涯
武王と鄧曼のあいだの子として生まれた。武王51年（紀元前690年）、武王が薨去すると、後を嗣いで楚王となった。文王2年（紀元前688年）、文王は軍を率いて申を攻撃した。途中に鄧に立ち寄ったさい、鄧の三甥による文王暗殺計画があったが、鄧の祁侯が三甥を止めたため実行されなかった。文王6年（紀元前684年）、軍を発して蔡軍を莘で撃破し、蔡の哀侯を連れ帰った。文王10年（紀元前680年）、文王は蔡の哀侯の甘言に乗って息を攻め滅ぼし、息嬀を連れ帰ったが、哀侯に踊らされたことに気づくと、蔡に攻め入った。文王12年（紀元前678年）、軍を発して鄧を攻撃し、これを滅ぼした。この年の秋、鄭を攻撃して櫟に達した。
文王14年（紀元前676年）、巴人が楚の権邑を占領した。権邑の尹の閻敖が逃亡したことから、文王は閻敖を処刑した。このため閻敖の一族が反乱を起こし、巴人はこれにつけこんで楚に侵攻した。文王15年（紀元前675年）春、文王は巴軍を迎撃したが、津で大敗した。引き返すと、鬻拳が入城させないため、やむなく黄に転進して、黄軍を踖陵で撃破した。凱旋の途中、湫で病にかかり、6月庚申に薨去した。在位15年。

## 妻子

### 妻
- 丹姫
- 息嬀  - 陳の公女

### 子
- 堵敖 - 息嬀の子
- 成王 - 息嬀の子
- 文羋 - 鄭の文公にとついだ
- 江羋（中国語版） - 江の国君にとついだ